# Semeru
Semeru, anche chiamato Gunung Semeru, è la montagna più alta dell'isola di Giava ed uno dei suoi vulcani più attivi. Conosciuto anche come Mahameru (La Grande Montagna), è molto ripido e si erge nettamente sul piano costiero della parte est di Java. Dei Maar contenenti dei laghi vulcanici si sono formati seguendo una linea fino alla sommità. Il Semeru si trova all'estremità sud del complesso vulcanico Tengger.

## Storia
La storia delle eruzioni del monte Semeru è ampia. Dal 1818, almeno 55 eruzioni sono state riportate (di cui 10 hanno causato delle morti) consistenti sia di colate di lava e di attività piroclastiche. Delle moderate eruzioni esplosive (VEI 2-3) sono state registrate con una certa regolarità.
Il monte Semeru è in uno stato di eruzione quasi continua sin dal 1967. A volte piccole eruzioni avvengono anche ogni 10 minuti.
Il monte Semeru è regolarmente visitato dai turisti, in genere partendo dal villaggio di Rano Pani verso nord, ma anche se non è tecnicamente complesso può risultare pericoloso. Soe Hok Gie, un attivista politico indonesiano degli anni '60, morì nel 1969 a causa di inalazioni di gas velenosi mentre scalava il monte Semeru.
Attualmente il vulcano Semeru presenta un'attività di tipo stromboliana con fuoriuscite dal cono di scorie di roccia piroclastica e lapilli.

## Mitologia
Il monte Semeru prende il nome da Sumeru, la montagna al centro del mondo nella cosmologia buddista. La leggenda narra che fu trasportato dall'India; la storia è raccontata nello scritto giavanese del sedicesimo secolo Tantu Panggelaran. Era stato originariamente collocato nella parte ovest dell'isola, ma questo causava un'inclinazione dell'isola, quindi fu spostato verso est. In questo viaggio dei pezzi che si staccavano dalla sua parte inferiore formarono le montagne di Lawu, Wilis, Kelut, Kawi, Arjuno e Welirang. Il danno causato alle fondamenta della montagna la fecero oscillare, la parte superiore si staccò e creò il monte Penanggungan.